# تلبنت قيصر
تلبنت قيصر إحدى قرى مركز طنطا التابع لمحافظة الغربية بجمهورية مصر العربية، ومن أعلامها الفريق حمدى وهيبة رئيس أركان القوات المسلحة المصرية السابق.

## التاريخ
وردت القرية في المشترك لياقوت الحموي قوانين ابن مماتي وفي تحفة الإرشاد من أعمال الغربية. ذكرها علي مبارك في كتابه الخطط التوفيقية باسم "تلبنت"، حيث ذكر أنها من قرى مديرية الغربية بقسم محلة مليج، بها جامع وعدة أشجار.

## التعليم
تصل نسبة الأمية في القرية إلى 47.34% بين من تجاوزوا العاشرة من عمرهم، بينما تصل نسبة من حصلوا على تعليم جامعي إلى 2.11% من جملة السكان.

## السكان
بلغ عدد سكان تلبنت قيصر 18,032 نسمة حسب تقدير عام 2018.
| السنة  | 1882 | 1897 | 1907 | 1927 | 1947 | 1960 | 1976 | 1986   | 1996   | 2006   | 2018   |
| ------ | ---- | ---- | ---- | ---- | ---- | ---- | ---- | ------ | ------ | ------ | ------ |
| القرية | 2933 | 4727 | 4924 | 4609 | 4955 | 6226 | 8184 | 10,096 | 12,234 | 14,238 | 18,032 |